# 53 (число)
53 (п'ятдеся́т три) — натуральне число між 52 і 54.

## Математика
- 16-е просте число
- 8-е просте число Софі Жермен
- 253 = 9007199254740992

## У науці
- Атомний номер Йоду
- У Новому загальному каталозі позначається об'єкт NGC 53 — галактика типу SBb у сузір'ї Тукан.
- У Каталозі Мессьє позначається об'єкт Мессьє M52 — кулясте скупчення типу V у сузір'ї Волосся Вероніки.
- Зірка 53 Рака

## Культура
- 53 Days — американський рок гурт
- 53rd & 3rd пісня — Ramones

## В інших сферах
- 53 рік; 53 рік до н. е., 1753 рік, 1853 рік, 1953 рік
- ASCII-код символу «5»
- Європейський маршрут E53
- Автошлях Р 53 в Україні
- Автомагістраль М53 у Росії
- Міжнародний телефонний код Куби
- До УЄФА входять 53 національні асоціації